# William Hawley Bowlus
William Hawley Bowlus, född 8 maj 1896, död 27 augusti 1967, var en amerikansk pilot, flygtekniker och segelflygpionjär.
Bowlus var teknikern bakom Charles Lindberghs Spirit of St. Louis. Hans intresse övergick mer till segelflyg i slutet av 1920-talet. Han startade 1929 en segelflygskola vid Cape Cod i Massachusetts norr om New York, där använde han sig av de metoder som utarbetats vid Rositten i Tyskland. Tillsammans med Wolf Hirth drev han även Bowlus-Hirth Soaring Schools på Long Island. Tillsammans med en av sina flygelever Richard du Pont startade han 1930 Bowlus-du Pont Sailplane Company i San Fernando Kalifornien. Till fabriken knöt man 1932 Martin Schempp som konstruktör. I fabriken tillverkade man olika Albatross varianter. Företagets först tillverkade flygplan finns idag utställt på National Soaring Museum på toppen av Harris Hill nära staden Elmira. Bowlus valdes in i det amerikanska Soaring Hall of Fame 1954.